# Ахериту
Ахериту (греч. Αχερίτου) / Гюверджинлик (тур. Güvercinlik) — деревня на острове Кипр, на территории частично признанного государства Турецкая Республика Северного Кипра (согласно мнению международного сообщества — в Республике Кипр).

## Географическое положение
Ахериту находится в восточной части острова, в юго-восточной части района, на расстоянии приблизительно 3 километров к западу от Фамагусты, административного центра района. Абсолютная высота — 31 метр над уровнем моря.

## Население
Численность населения деревни на 2011 год составляла 911 человек, из которых мужчины составляли 49,73 %, женщины — соответственно 50,27 %.
| Год  | Население, человек |
| ---- | ------------------ |
| 2006 | 880                |
| 2011 | 911                |

## Транспорт
Ближайший гражданский аэропорт — Международный аэропорт «Ларнака».